# Sigambo Gambo
Sigambo Gambo is een bestuurslaag in het regentschap Tapanuli Tengah van de provincie Noord-Sumatra, Indonesië. Sigambo Gambo telt 1009 inwoners (volkstelling 2010).